# Kabinett Dufaure IV

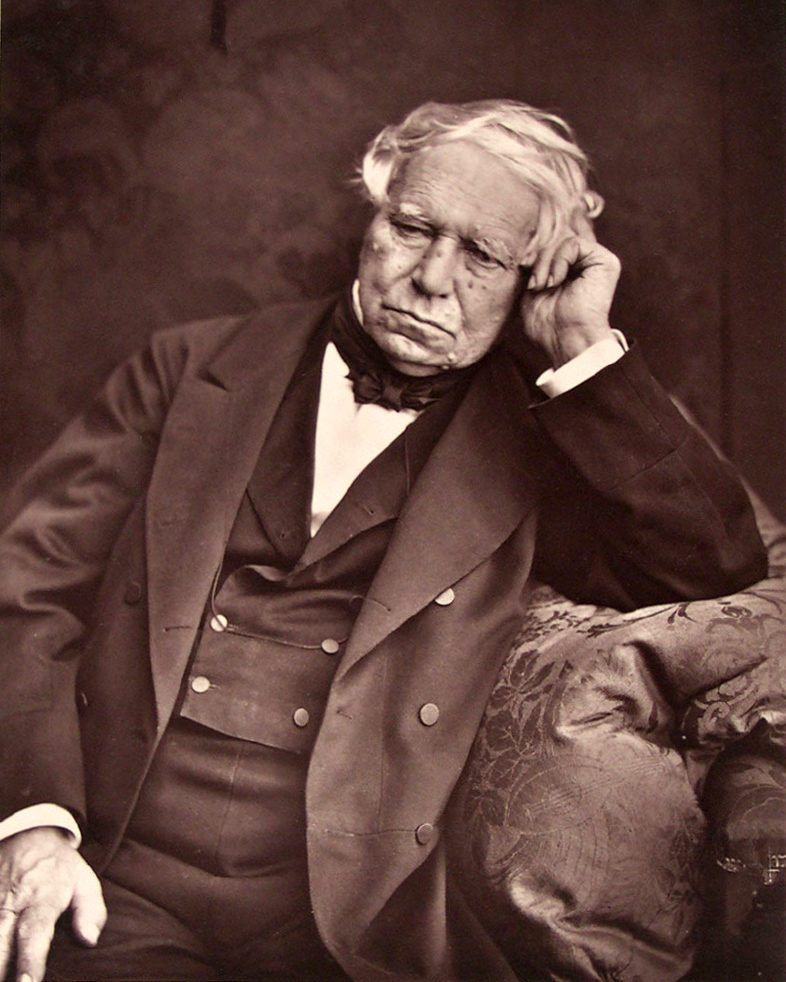
Jules Dufaure war zwischen 1871 und 1873, 1876 sowie von 1877 bis 1879 Premierminister Frankreichs

Das vierte Kabinett Dufaure war eine Regierung der Dritten Französischen Republik. Es wurde am 9. März 1876 von Premierminister Jules Dufaure gebildet und löste das Kabinett Dufaure III ab. Es blieb bis zum 12. Dezember 1876 im Amt und wurde daraufhin vom Kabinett Simon abgelöst. Dufaure war nunmehr auch formell Président du Conseil, ein Amt das bislang Staatspräsident Patrice de Mac-Mahon innehatte.
Dem Kabinett gehörten Vertreter des Centre gauche (CG), der Gauche républicaine (GR) und der Orléanisten an.

## Kabinett
Dem Kabinett gehörten folgende Minister an:
| Amt                                                    | Name                                           | Gruppe | Beginn der Amtszeit          | Ende der Amtszeit                 |
| ------------------------------------------------------ | ---------------------------------------------- | ------ | ---------------------------- | --------------------------------- |
| Premierminister                                        | Jules Dufaure                                  | CG     | 9. März 1876                 | 12. Dezember 1876                 |
| Außenminister                                          | Louis Decazes                                  | Orl    | 9. März 1876                 | 12. Dezember 1876                 |
| Kriegsminister                                         | Ernest Courtot de Cissey Jean-Auguste Berthaut | Orl    | 9. März 1876 15. August 1876 | 15. August 1876 12. Dezember 1876 |
| Minister für öffentlichen Unterricht und schöne Künste | William Henry Waddington                       | CG     | 9. März 1876                 | 12. Dezember 1876                 |
| Religionsminister                                      | Jules Dufaure                                  | CG     | 9. März 1876                 | 12. Dezember 1876                 |
| Innenminister                                          | Amable Ricard Émile de Marcère                 | CG CG  | 9. März 1876 11. Mai 1876    | 11. Mai 1876 12. Dezember 1876    |
| Siegelbewahrer und Justizminister                      | Jules Dufaure                                  | CG     | 9. März 1876                 | 12. Dezember 1876                 |
| Marineminister                                         | Martin Fourichon                               | CG     | 9. März 1876                 | 12. Dezember 1876                 |
| Finanzminister                                         | Léon Say                                       | CG     | 9. März 1876                 | 12. Dezember 1876                 |
| Minister für öffentliche Arbeiten                      | Albert Christophle                             | CG     | 9. März 1876                 | 12. Dezember 1876                 |
| Minister für Landwirtschaft und Handel                 | Pierre Edmond Teisserenc de Bort               | CG     | 9. März 1876                 | 12. Dezember 1876                 |

Dem Kabinett gehörten folgende Sous-secrétaires d’État an:
| Amt               | Name                          | Gruppe | Beginn der Amtszeit       | Ende der Amtszeit             |
| ----------------- | ----------------------------- | ------ | ------------------------- | ----------------------------- |
| Innenministerium  | Émile de Marcère Léopold Faye | CG GR  | 9. März 1876 16. Mai 1876 | 15. Mai 1876 3. Dezember 1876 |
| Finanzministerium | Louis Passy                   | Orl    | 9. März 1876              | 12. Dezember 1876             |

## Historische Einordnung
Das Kabinett Dufaure IV wurde nach den für die Republikaner erfolgreich verlaufenen Wahlen vom März 1876 gebildet.
Am 5. August 1876 wurde in Frankreich faktisch der Goldstandard für das Münzwesen eingeführt, indem die Beimischung von Silber untersagt wurde.